# Robert Bossard
Robert Bossard (* 1. Dezember 1920 in Wattwil; † 29. Januar 2017) war ein Schweizer Psychologe und Autor psychologischer und historischer Texte.
Bossard studierte Psychologie, Geschichte und Germanistik. Er arbeitete als Mittelschullehrer, Betriebspsychologe bei der Swissair, Personalchef bei IBM Schweiz und Dozent an Schweizer Volkshochschulen.

## Publikationen (Auswahl)
- Psychologie des Traumbewusstseins. Rascher, Zürich 1951. 2., völlig überarbeitete Auflage als: Traumpsychologie: Wachen, Schlafen, Träumen. Walter Verlag, Olten 1976, ISBN 3-530-09550-8. Völlig überarbeitete Neuauflage: Fischer Taschenbuch, Frankfurt am Main 1987, ISBN 3-596-42301-5.
- Ein Psychologe zwischen Wissenschaft und Management. Fröhlich, Zollikon 2000, ISBN 3-9521916-0-4.